# Vadão
Vadão, pseudonimo di Oswaldo Fumeiro Alvarez (Monte Azul Paulista, 21 agosto 1956 – San Paolo, 25 maggio 2020), è stato un allenatore di calcio brasiliano.

## Carriera
Nel 2019 partecipa al mondiale femminile allenando la squadra brasiliana. Muore nel 2020 a seguito di un cancro al fegato.

## Palmarès

### Club
- Supercoppa del Giappone: 1

Tokyo Verdy: 2005

### Nazionale
- Campionato sudamericano femminile di calcio: 2

2014, 2018